# Alloinay
Alloinay est, depuis le 1er janvier 2017, une commune nouvelle française située dans le département des Deux-Sèvres en région Nouvelle-Aquitaine.

## Géographie
La commune nouvelle regroupe les communes de Gournay-Loizé et des Alleuds, qui deviennent des communes déléguées, le 1er janvier 2017. Son chef-lieu se situe à Gournay-Loizé.
La création de la commune nouvelle entraine également la suppression du statut de commune associée pour Loizé, qui s'est regroupée le 1er janvier 1973 en fusion-association, par arrêté préfectoral du 26 décembre 1972, avec Gournay pour former l'actuelle commune déléguée de Gournay-Loizé.

### Localisation
|               | Maisonnay  | Saint-Vincent-la-Châtre |
| Fontivillié   | Alloinay   | Clussais-la-Pommeraie   |
| Chef-Boutonne | Valdelaume | Melleran                |

Distance (en kilomètres) entre Alloinay et les plus grandes villes de France.
Paris 348 km	
Marseille 533 km	
Lyon 382 km
Toulouse 305 km	
Nice 638 km	
Nantes 166 km
Montpellier 421 km	
Strasbourg 649 km	
Bordeaux 150 km la plus proche
Lille 551 km	
Rennes 252 km	
Reims 464 km

### Géologie et relief
Altitude : minimale 99 m, maximale 171 m, moyenne 135 m.

### Climat
Pour des articles plus généraux, voir Climat de la Nouvelle-Aquitaine et Climat des Deux-Sèvres.
Historiquement, la commune est exposée à un climat océanique du nord-ouest.  
En 2020, Météo-France publie une typologie des climats de la France métropolitaine dans laquelle la commune est dans une zone de transition entre le climat océanique et le climat océanique altéré et est dans la région climatique Poitou-Charentes, caractérisée par un bon ensoleillement, particulièrement en été et des vents modérés.
Pour la période 1971-2000, la température annuelle moyenne est de 12 °C, avec une amplitude thermique annuelle de 14,9 °C. Le cumul annuel moyen de précipitations est de 862 mm, avec 11,2 jours de précipitations en janvier et 7,2 jours en juillet. Pour la période 1991-2020, la température moyenne annuelle observée sur la station météorologique la plus proche, située sur la commune de Valdelaume à 9 km à vol d'oiseau, est de 12,8 °C et le cumul annuel moyen de précipitations est de 854,2 mm,. Pour l'avenir, les paramètres climatiques de la commune estimés pour 2050 selon différents scénarios d’émission de gaz à effet de serre sont consultables sur un site dédié publié par Météo-France en novembre 2022.

## Urbanisme

### Typologie
Au 1er janvier 2024, Alloinay est catégorisée commune rurale à habitat dispersé, selon la nouvelle grille communale de densité à sept niveaux définie par l'Insee en 2022.
Elle est située hors unité urbaine et hors attraction des villes,.

### Risques majeurs
Le territoire de la commune de Alloinay est vulnérable à différents aléas naturels : météorologiques (tempête, orage, neige, grand froid, canicule ou sécheresse), mouvements de terrains et séisme (sismicité modérée). Il est également exposé à un risque technologique,  le transport de matières dangereuses. Un site publié par le BRGM permet d'évaluer simplement et rapidement les risques d'un bien localisé soit par son adresse soit par le numéro de sa parcelle.

#### Risques naturels

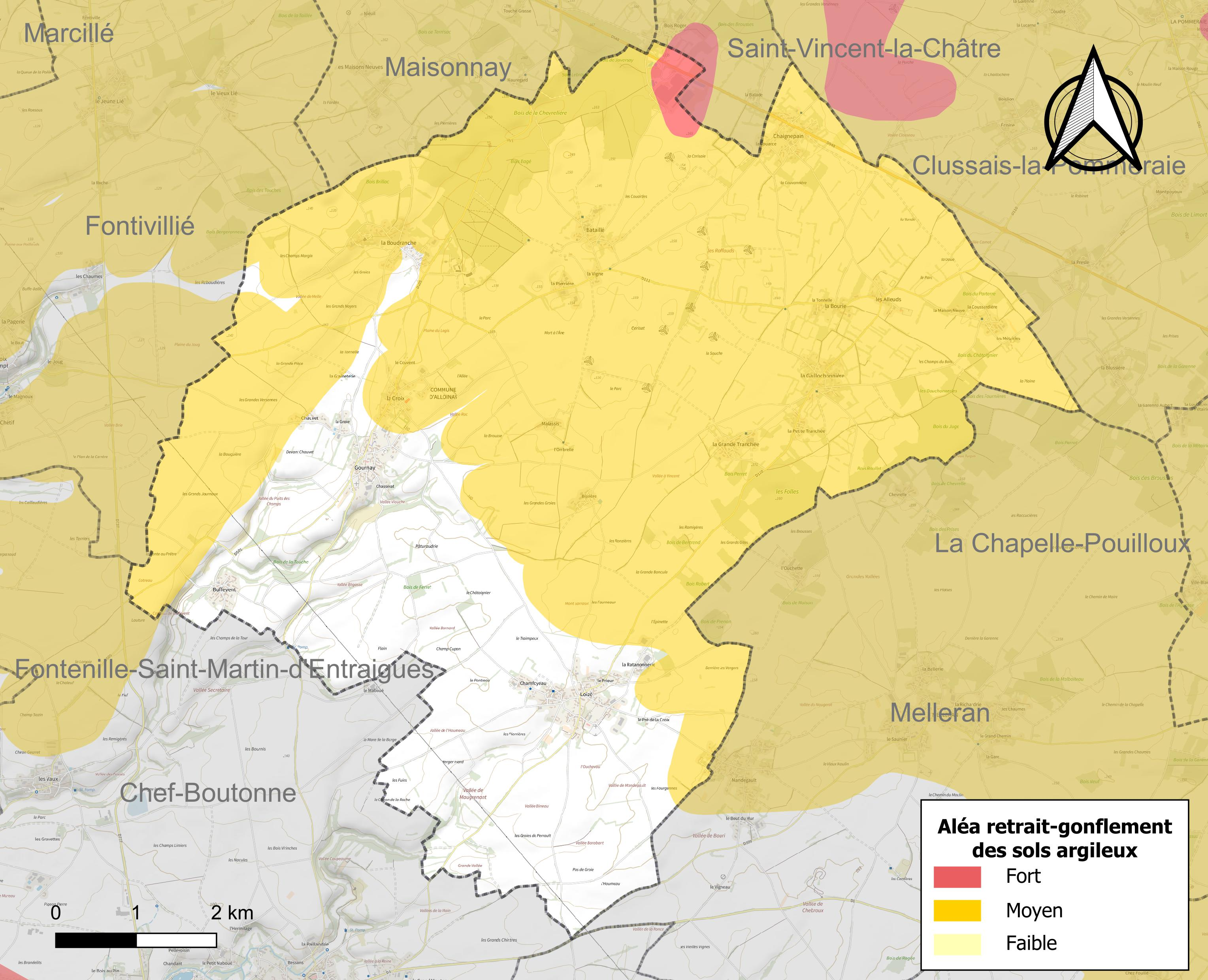
Carte des zones d'aléa retrait-gonflement des sols argileux de Alloinay.

Les mouvements de terrains susceptibles de se produire sur la commune sont des tassements différentiels. Le retrait-gonflement des sols argileux est susceptible d'engendrer des dommages importants aux bâtiments en cas d’alternance de périodes de sécheresse et de pluie. 70,8 % de la superficie communale est en aléa moyen ou fort (54,9 % au niveau départemental et 48,5 % au niveau national). Depuis le 1er octobre 2020, en application de la loi ELAN, différentes contraintes s'imposent aux vendeurs, maîtres d'ouvrages ou constructeurs de biens situés dans une zone classée en aléa moyen ou fort,.
La commune a été reconnue en état de catastrophe naturelle au titre des dommages causés par les inondations et coulées de boue survenues en 1982, 1983, 1999 et 2010 et par des mouvements de terrain en 1999 et 2010.

## Toponymie

### Alloinay
Alloinay est un néo-toponyme formé d'après des parties de nom de chacune des trois anciennes communes qui composent la commune nouvelle :

Les Alleuds, Loizé, et Gournay.

### Les Alleuds
Ce nom apparaît en 1120 sous la forme Alodus.
L'alleu désignait un domaine héréditaire exempt de toute redevance, un des piliers du droit féodal, à l'opposé donc du fief. Les alleutiers, paysans indépendants, disparurent au XIIe siècle.
Mot d'origine germanique, probablement francique : alue au XIIe ou XIe siècle, qui provient du germanique alōd « alleu », alod « complètement libre », francique alôd « pleine propriété », issus du francique al « tout » et ôd « bien ». Transcrit alodis dans la Loi salique et allodium dans la Loi des Longobards.

### Gournay
Ce nom apparaît en 1021 sous la forme Gurdiniacus, puis Gornayum en 1300. Il s'agit d'un nom d'homme gallo-romain *Gordinus, dérivé du nom gaulois Gordus, avec le suffixe -acum à valeur adjectivale,.

### Loizé
Ce nom apparaît en 1300 sous la forme Loyssé ou Leyssé.
Il s'agit d'un nom d'homme latin Lausius, ou Lautius, avec le suffixe -acum à valeur adjectivale,.

## Politique et administration
| Nom                   | Code Insee | Intercommunalité     | Superficie (km2) | Population (dernière pop. légale) | Densité (hab./km2) |
| --------------------- | ---------- | -------------------- | ---------------- | --------------------------------- | ------------------ |
| Gournay-Loizé (siège) | 79136      | CC du Cœur du Poitou | 23,23            | 599 (2014)                        | 26                 |
| Les Alleuds           | 79006      | CC du Cœur du Poitou | 9,15             | 274 (2014)                        | 30                 |

### Liste des maires
| Période          | Période  | Identité         | Étiquette | Qualité |
| ---------------- | -------- | ---------------- | --------- | ------- |
| 1er janvier 2017 | En cours | Bernard Chartier |           |         |

## Population et société

### Démographie
L'évolution du nombre d'habitants est connue à travers les recensements de la population effectués dans la commune depuis sa création.

En 2022, la commune comptait 905 habitants, en évolution de +4,26 % par rapport à 2016 (Deux-Sèvres : +0,18 %, France hors Mayotte : +2,11 %).
| 2015 | 2020 | 2022 |
| ---- | ---- | ---- |
| 867  | 907  | 905  |

## Culture locale et patrimoine

### Lieux et monuments
- Abbaye Notre-Dame des Alleuds.
- Église Notre-Dame des Alleuds. L'édifice a été inscrit au titre des monuments historiques en 1926[25].

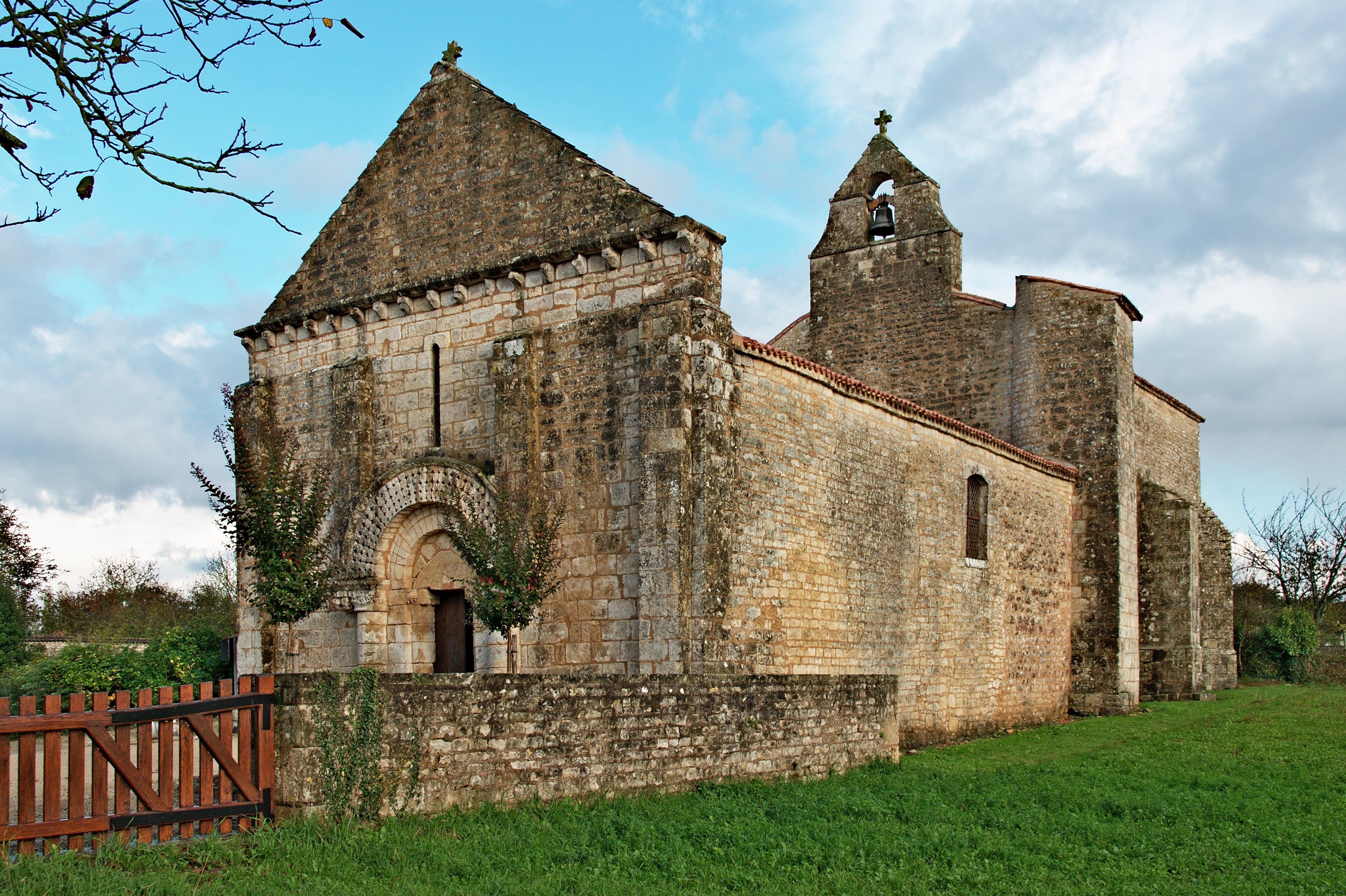
L'église Saint-Pierre de Loizé.

- L'église Saint-Pierre de Loizé.